# Саут-Падре-Айленд (Техас)
Саут-Падре-Айленд (англ. South Padre Island) — місто (англ. town) в США, в окрузі Камерон штату Техас. Населення — 2066 осіб (2020).

## Географія
Саут-Падре-Айленд розташований за координатами 26°7′1″ пн. ш. 97°10′5″ зх. д. / 26.11694° пн. ш. 97.16806° зх. д. (26.116993, -97.168062).  За даними Бюро перепису населення США в 2010 році місто мало площу 5,98 км², з яких 5,47 км² — суходіл та 0,50 км² — водойми. В 2017 році площа становила 9,66 км², з яких 6,96 км² — суходіл та 2,70 км² — водойми.

### Клімат
Місто знаходиться у зоні, котра характеризується вологим субтропічним кліматом. Найтепліший місяць — серпень із середньою температурою 29.1 °C (84.3 °F). Найхолодніший місяць — січень, із середньою температурою 16.1 °С (60.9 °F).
| Клімат Саут-Падре-Айленда | Клімат Саут-Падре-Айленда | Клімат Саут-Падре-Айленда | Клімат Саут-Падре-Айленда | Клімат Саут-Падре-Айленда | Клімат Саут-Падре-Айленда | Клімат Саут-Падре-Айленда | Клімат Саут-Падре-Айленда | Клімат Саут-Падре-Айленда | Клімат Саут-Падре-Айленда | Клімат Саут-Падре-Айленда | Клімат Саут-Падре-Айленда | Клімат Саут-Падре-Айленда | Клімат Саут-Падре-Айленда |
| Показник                  | Січ.                      | Лют.                      | Бер.                      | Квіт.                     | Трав.                     | Черв.                     | Лип.                      | Серп.                     | Вер.                      | Жовт.                     | Лист.                     | Груд.                     | Рік                       |
| Абсолютний максимум, °C   | 28,3                      | 31,1                      | 34,4                      | 34,4                      | 34,4                      | 35,6                      | 35,6                      | 40,6                      | 37,2                      | 34,4                      | 32,2                      | 28,3                      | 40,6                      |
| Середній максимум, °C     | 19,9                      | 21,2                      | 23,3                      | 25,9                      | 28,8                      | 31,1                      | 31,6                      | 32,1                      | 31,4                      | 29,1                      | 26,1                      | 21,9                      | 26,9                      |
| Середня температура, °C   | 16,1                      | 17,2                      | 19,8                      | 22,9                      | 26,1                      | 28,3                      | 28,5                      | 29,1                      | 28,3                      | 25,8                      | 22,3                      | 17,4                      | 23,5                      |
| Середній мінімум, °C      | 12,2                      | 13,3                      | 16,3                      | 20                        | 23,3                      | 25,6                      | 25,4                      | 26,1                      | 25,1                      | 22,6                      | 18,5                      | 12,9                      | 20,1                      |
| Абсолютний мінімум, °C    | −0,6                      | −1,7                      | 3,9                       | 7,2                       | 13,9                      | 20,6                      | 17,2                      | 20                        | 13,9                      | 4,4                       | 4,4                       | 2,2                       | −1,7                      |
| Норма опадів, мм          | 30.5                      | 38.1                      | 30.5                      | 43.2                      | 68.6                      | 68.6                      | 58.4                      | 58.4                      | 111.8                     | 78.7                      | 38.1                      | 35.6                      | 655.3                     |
| Днів з опадами            | 5                         | 4                         | 3                         | 3                         | 3                         | 3                         | 2                         | 4                         | 7                         | 7                         | 5                         | 6                         | 52                        |
| ------------------------- | ------------------------- | ------------------------- | ------------------------- | ------------------------- | ------------------------- | ------------------------- | ------------------------- | ------------------------- | ------------------------- | ------------------------- | ------------------------- | ------------------------- | ------------------------- |
| Джерело: Weatherbase      |                           |                           |                           |                           |                           |                           |                           |                           |                           |                           |                           |                           |                           |

## Демографія
Згідно з переписом 2010 року, у місті мешкало 2816 осіб у 1354 домогосподарствах у складі 782 родин. Густота населення становила 471 особа/км².  Було 6718 помешкань (1124/км²).
Расовий склад населення:
| - 93,4 % — білих - 1,4 % — азіатів - 1,1 % — чорних або афроамериканців - 0,5 % — корінних американців - 2,3 % — осіб інших рас |

До двох чи більше рас належало 1,3 %. Частка іспаномовних становила 29,4 % від усіх жителів.
За віковим діапазоном населення розподілялося таким чином: 13,7 % — особи молодші 18 років, 62,4 % — особи у віці 18—64 років, 23,9 % — особи у віці 65 років та старші. Медіана віку мешканця становила 52,1 року. На 100 осіб жіночої статі у місті припадало 104,5 чоловіків;  на 100 жінок у віці від 18 років та старших — 105,2 чоловіків також старших 18 років.
Середній дохід на одне домашнє господарство  становив 57 706 доларів США (медіана — 39 301), а середній дохід на одну сім'ю — 76 015 доларів (медіана — 66 445). Медіана доходів становила 35 515 доларів для чоловіків та 29 671 долар для жінок. За межею бідності перебувало 26,4 % осіб, у тому числі 34,7 % дітей у віці до 18 років та 35,2 % осіб у віці 65 років та старших.
Цивільне працевлаштоване населення становило 1324 особи. Основні галузі зайнятості: освіта, охорона здоров'я та соціальна допомога — 28,2 %, мистецтво, розваги та відпочинок — 15,3 %, фінанси, страхування та нерухомість — 12,1 %, роздрібна торгівля — 11,8 %.